# Parker et Badger
Pour les articles homonymes, voir Parker et Badger.
Parker et Badger est le titre d'une bande dessinée créée, scénarisée et dessinée par Marc Cuadrado. Les aventures des deux personnages qui donnent leur titre à la série paraissent dans les hebdomadaires Le Journal de Spirou, Le Journal de Mickey et Télé 7 Jours ainsi que dans le magazine mensuel Safarir.

## Synopsis
Parker est un jeune adulte paresseux, uniquement intéressé par les jeux vidéo, la nourriture et la sieste. Il vit avec son ami Badger, un blaireau anthropomorphe cultivé et travailleur. Leurs finances ne sont pas excellentes, et ils doivent régulièrement chercher un travail pour pouvoir payer tous les mois le loyer exigé par Monsieur Garcia, leur irascible propriétaire.
La série traite de différents sujets de la vie de Parker et Badger : les caprices de Parker, les métiers qui ne durent pas plus d'un gag, les tentatives de séduction envers Clarisse (l'amour de Parker) ratées ainsi que les mensonges qu'ils inventent pour éviter de payer le loyer à Monsieur Garcia, dont la femme, lassée de le voir se faire embobiner, interviendra plus nettement à partir du cinquième album.

## Histoire
Marc Cuadrado explique s'être inspiré d'Alex Presso, un personnage créé pour un magazine québécois, livreur avec son chien, pour la conception de Parker et Badger. Le personnage de Badger est inspiré du chien de la belle-sœur de l'auteur. Les gags sont principalement en une planche, ce qui permet à la série d'être publiée plus facilement dans la presse. Il dit s'être inspiré de Gaston Lagaffe et Calvin & Hobbes pour Parker et Badger.
L'auteur explique l'arrêt de la série par le fait qu'elle ne l'amusait plus et qu'il n'avait plus d'inspiration pour de nouveaux gags.

## Les personnages

### Personnages principaux
- Parker : jeune adulte cool, immature, paresseux, lâche et gaffeur. Amoureux secrètement de Clarisse, il tente de la séduire régulièrement (souvent avec les conseils de Badger), mais rencontre peu de succès. Ses tentatives de trouver du travail, la plupart du temps sous l'impulsion de Badger, échouent systématiquement, soit à l'entretien, soit après seulement un jour de travail (il finira tout de même par trouver un emploi durable au service propreté de sa ville). Il fait cependant preuve d'une grande imagination pour inventer des stratagèmes afin d'échapper à Monsieur Garcia.

- Badger : fidèle compagnon de Parker. C'est un blaireau européen (l'animal) mais qui n'assume pas toujours de l'être et veut souvent se faire passer pour un chien (pour ne pas essuyer le mauvais jeu de sens de l'expression «être un blaireau»). Bien plus mature et «adulte» que Parker, il joue plus ou moins à contrecœur le rôle de parent de substitution de ce dernier, le poussant souvent à trouver un job. Sensible, travailleur et cultivé, Parker lui fait souvent honte (ils restent néanmoins toujours soudés). Il tente lui aussi de monter des stratagèmes farfelus afin d'échapper aux réclamations de loyer de Monsieur Garcia.

- Clarisse : la fille pour qui Parker craque secrètement et avec qui il a une relation amicale, bien qu'il lui fasse souvent honte de par ses gaffes et tentatives de drague maladroites. Elle est jolie, intelligente et militante écologiste. Dans le tome 7, elle devient jalouse que Nicolette soit amoureuse de Parker.

- Miguel Garcia (dit « Monsieur Garcia ») : gardien de l'immeuble dans lequel vivent Parker et Badger. Espagnol d'origine (on peut plusieurs fois le remarquer s'exclamer « Madre Mia ! »), il est maniaque du ménage et attend toujours le loyer, en retard, des deux personnages, bien que sa naïveté le fasse parfois tomber dans les pièges tendus par Parker et Badger pour éviter de le payer. Il est également impulsif, colérique et violent, mais aussi très superstitieux et souffre de somnambulisme.

- Dolorès Garcia (dite « Madame Garcia ») : femme de Monsieur Garcia. Elle n'a pas un grand rôle dans les quatre premiers albums ; on la voit de temps en temps en train de faire le ménage ou la cuisine. Plutôt calme et peu émotive dans les quatre premiers albums, elle se montre sous une autre face à partir du cinquième album où, lassée de voir son mari régulièrement dupé par Parker et Badger, elle se met, elle aussi, à réclamer le loyer en retard.

### Personnages secondaires
- Nicolette Redneck : jeune américaine, elle rencontre Parker lors de son voyage aux États-Unis et tombe amoureuse de ce dernier (album n°6). Elle débarque à Grandville chez Parker et Badger et fait une collocation avec eux (album n°7). Mais ses mauvaises manières et son caractère impulsif ont tôt fait de dégoûter et d'effrayer le duo. Grâce à une ruse, ils réussiront à la faire emménager au Palace Hôtel où vit Aaron. Elle finira d'ailleurs par tomber amoureuse de lui et devient par la suite une très bonne amie de ce dernier. Possessive, violente et malpolie, elle exaspère Badger et ne manque pas de le menacer si celui-ci lui fait une remarque. En revanche, elle s'entend plutôt bien avec Parker (qui la voit comme une amie et non comme une amoureuse). Le jeune homme finit par être exaspéré à son tour par le côté "collante" de Nicolette et tente de la faire partir avec l'aide de Badger. Lors d'un sortie au cinéma elle finira par embrasser Parker par surprise, sous le regard stupéfait de Clarisse.
- Théo : le jeune boyscout d'en dessous, il apparait à partir du tome 8 (1er avril 2011)[3]. Très malin, il obtient toujours ce qu'il veut de Parker et Badger. Clarisse est sa baby-sitter.
- « Chef » : c'est le chef de Parker et Badger quand ils travaillent au service de propreté. Très strict, il se croit à l'armée et peut piquer une grosse crise quand on lui désobéit. Il veut qu'on lui répondre « Chef, oui chef ! » quand il a fini de donner ses « instructions » (en référence au film Full Metal Jacket).
- Monsieur Vernet : personne âgée assez gâteuse dont Parker et Badger s'occupent de temps à autre et qui pose bien des soucis à ces derniers.
- Pilpil : chaton appartenant à la grand-mère de Parker, ce dernier espère séduire Clarisse en le lui présentant. Les relations de Parker et de l'animal ne sont pas au beau fixe (le chat lui mange les fils de ses consoles de jeux vidéo), ce qui amène Clarisse à adopter le félin. Quand elle n'a pas le temps de s'en occuper, elle n'hésite pas à le confier à Parker.
- Aaron Silver : il apparait dans le sixième album. Il est américain tout comme Nicolette et est le correspondant de Clarisse. Tout comme Parker, Aaron a un penchant pour elle. Beau garçon, musclé, connu dans le monde sportif, fils d'avocat richissime, il connait très bien les VIP. Il est toutefois très vantard et toujours prêt à ridiculiser Parker aux yeux de Clarisse. Il la suivra à Grandville afin de la conquérir. Dans l'album Cache ta joie !, il vit dans le luxueux Palace Hôtel et achète nombre de cadeaux à Clarisse, tout en se moquant de Parker. Mais sa vie bascule lorsque son père est arrêté et ruiné après avoir participé à une énorme escroquerie financière. Mis à la porte de l'hôtel, il se réfugie chez Parker et Badger. Se révélant bien plus mauvais colocataire que Nicolette, le duo a tôt fait de le convaincre de rentrer aux États-Unis.
- Bastos: employé du service de propreté, il est le nouveau binôme de Badger, lorsque Parker est équipier de Nicolette. Face à ce chasseur compulsif, Badger se fait passer pour un chien. Sa ruse fonctionne, Bastos étant assez naïf et pris d'affection pour lui.

## Albums
1. Duo de choc (08/01/2003)
2. Oups ! (07/01/2004)
3. Passage de blaireaux (05/01/2005)
4. Restons zen ! (04/01/2006)
5. Mon frère, ce blaireau (04/04/2007)
6. Jobs-trotters aux USA (03/09/2008)
7. Cache ta joie ! (22/01/2010)
8. Ça t'amuse ? (01/04/2011)
9. Attention à la chute ! (25/05/2012)

## Hors série
- Le Meilleur des Blaireaux (11 avril 2007)
- Jobs de blaireaux (septembre 2010)
- Blagues appart'  (septembre 2011)

## Publication

### Éditeur
- Dupuis de 2003 à 2008
- Dargaud 2010

### Magazines
Cette bande dessinée est parue dans Le Journal de Spirou, Géo Ado, Le Journal de Mickey, et Télé 7 jours.